# 473 f.Kr.

## Händelser

### Efter plats

#### Kina
- Staten Wu annekteras av staten Yue.

#### Japan
- Hikawahelgedomen byggs i Saitama.

## Avlidna
- Fuchai av Wu, den siste kungen av Wu i Zhoudynastins Kina.